# Wolfgang Ismayr
Wolfgang Ismayr (* 11. Dezember 1942 in München) ist ein deutscher Politikwissenschaftler und Hochschullehrer. 

## Leben
Ismayr studierte Politikwissenschaft, Philosophie, Geschichte und Literaturwissenschaft an der Ludwig-Maximilians-Universität München. Zwischen 1972 und 1995 arbeitete er als Akademischer Rat und Akademischer Direktor an der Otto-Friedrich-Universität Bamberg. 1994 erfolgte seine Habilitation im Fach Politikwissenschaft. Von 1993 bis 1995 lehrte Ismayr als Gastprofessor an der Universität Passau, bevor er im April 1995 einen Ruf an die Technische Universität Dresden annahm. Dort hatte er bis zu seiner Emeritierung 2008 die Professur für Deutsche Regierungssysteme unter besonderer Berücksichtigung der Parlamentarismusforschung inne. Seither leitet er am Institut für Politikwissenschaft der TU Dresden die Forschungsstelle Parlamentarismus.
Seit 1983 ist Ismayr Mitglied der  Kulturpolitischen Gesellschaft.

## Forschungstätigkeit
Seine Forschungsschwerpunkte liegen vor allem auf den Gebieten des deutschen Parlamentarismus und der politischen Systeme Europas. Die Bände Die politischen Systeme Westeuropas und Die politischen Systeme Osteuropas gelten als Standardwerke der vergleichenden Systemlehre [2009]. Für seine Habilitationsschrift Der Deutsche Bundestag. Funktionen, Willensbildung, Reformansätze erhielt Ismayr 1993 den Wissenschaftspreis des Deutschen Bundestages.

## Schriften (Auswahl)

### Monographien
- Parlamentarische Kommunikation und Abgeordnetenfreiheit, Frankfurt/M. 1982. ISBN 3-88129-557-7.
- Das politische Theater in Westdeutschland, Königstein 1985 (2. Aufl.). ISBN 3-445-02459-6.
- Der Deutsche Bundestag. Funktionen, Willensbildung Reformansätze, Opladen 1992. ISBN 3-8100-0828-1.
- Em Busca de um Parlamento mais Eficaz, São Paulo 1997 (Mitverf.).
- Parlamentarismus in Deutschland, Hagen 1998.
- Der Deutsche Bundestag im politischen System der Bundesrepublik Deutschland, Opladen 2001 (2. Aufl.). ISBN 3-8100-3343-X.
- The German Parliament, Leverkusen/Berlin 2009 (Mitverf.).
- Das deutsche Parlament, Leverkusen/Berlin 2010 (Mitverf.).
- Le Parlement Allemand, Leverkusen/Berlin 2010 (Mitverf.).
- Der Deutsche Bundestag, 3., völlig überarb. und akt. Aufl., Springer VS, Wiesbaden 2012, ISBN 3-531-16267-5.

### Herausgeberschaften
- Die politischen Systeme Westeuropas, Wiesbaden 2009 (4. Aufl.), ISBN 3-531-16464-3.
- Die politischen Systeme Osteuropas, Wiesbaden 2010 (3. Aufl.), ISBN 3-531-16201-2 (unter Mitarbeit von Solveig Richter und  Markus Söldner).
- Gesetzgebung in Westeuropa. EU-Staaten und Europäische Union, Wiesbaden 2008. ISBN 3-8100-3466-5.